# Athos (szczyt)
Athos (gr. Άγιο(v) Όρος, Ágio(n) Óros, „Święta Góra”) – szczyt w północno-wschodniej Grecji, na półwyspie Athos będącym częścią Półwyspu Chalcydyckiego. Leży na terytorium Autonomicznej Republiki Góry Athos, posiadającej w Grecji status administracyjny analogiczny do województwa i zazwyczaj w języku greckim określanej mianem Agion Oros.

## Galeria

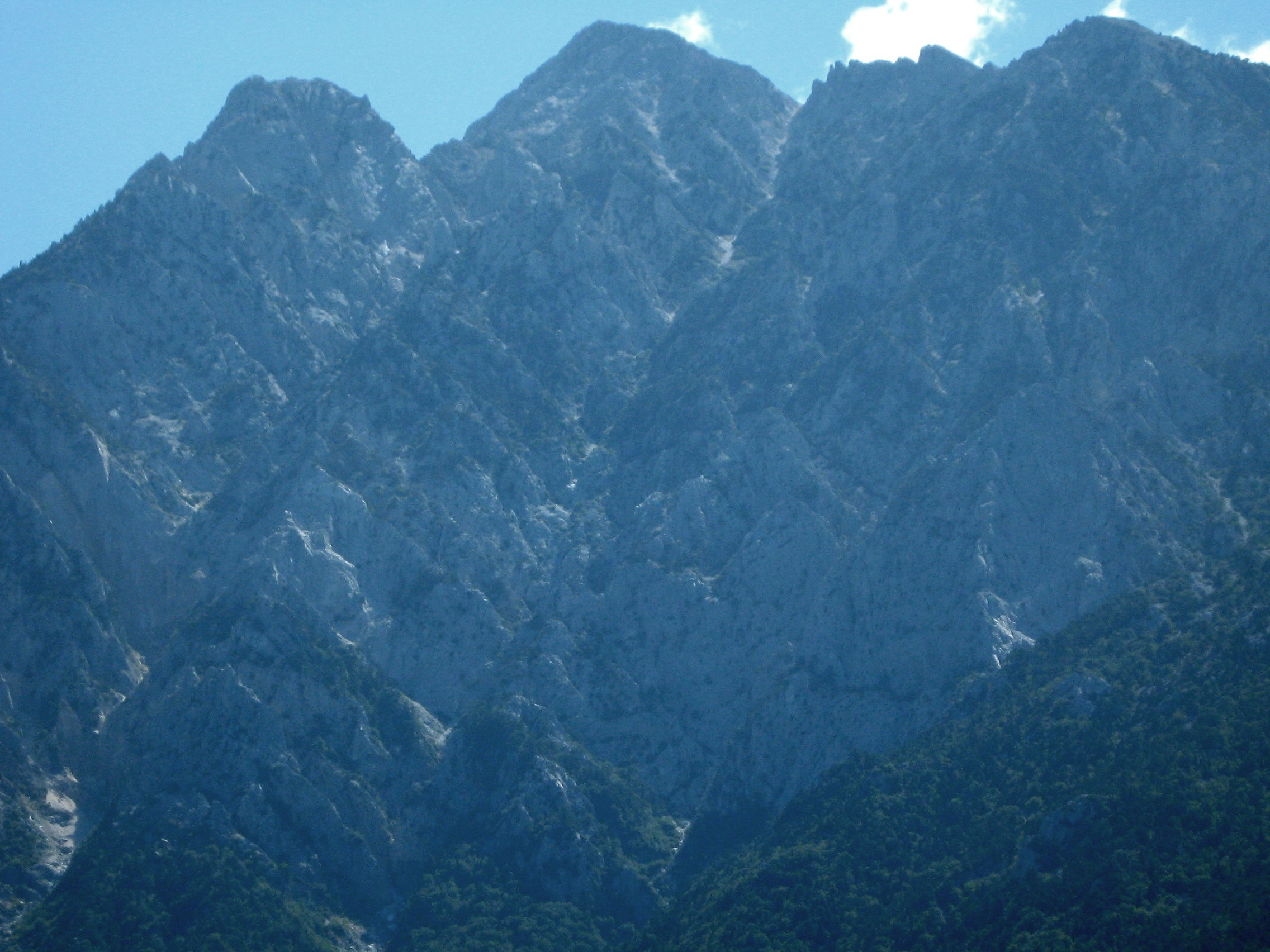
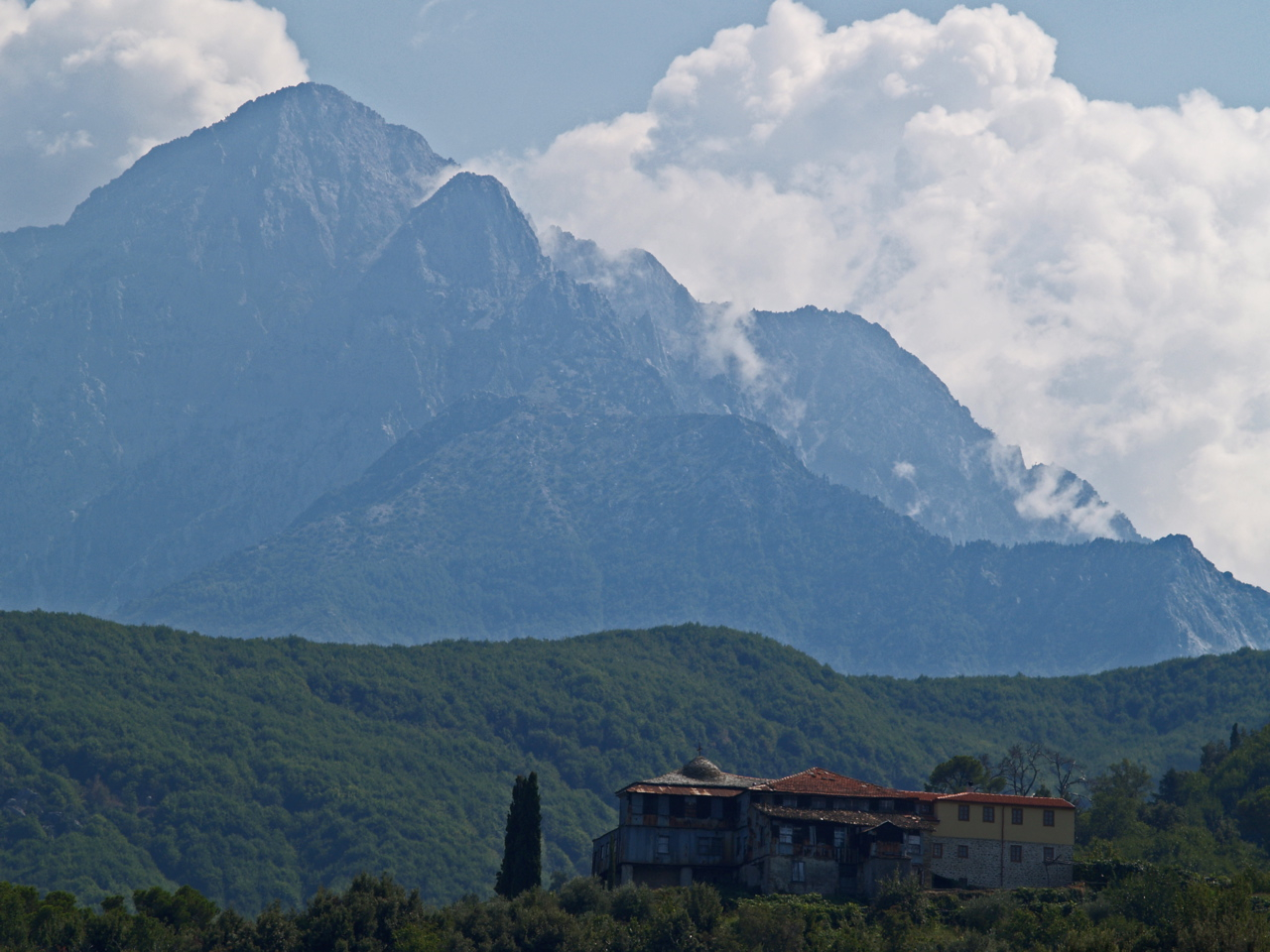